# Benecol

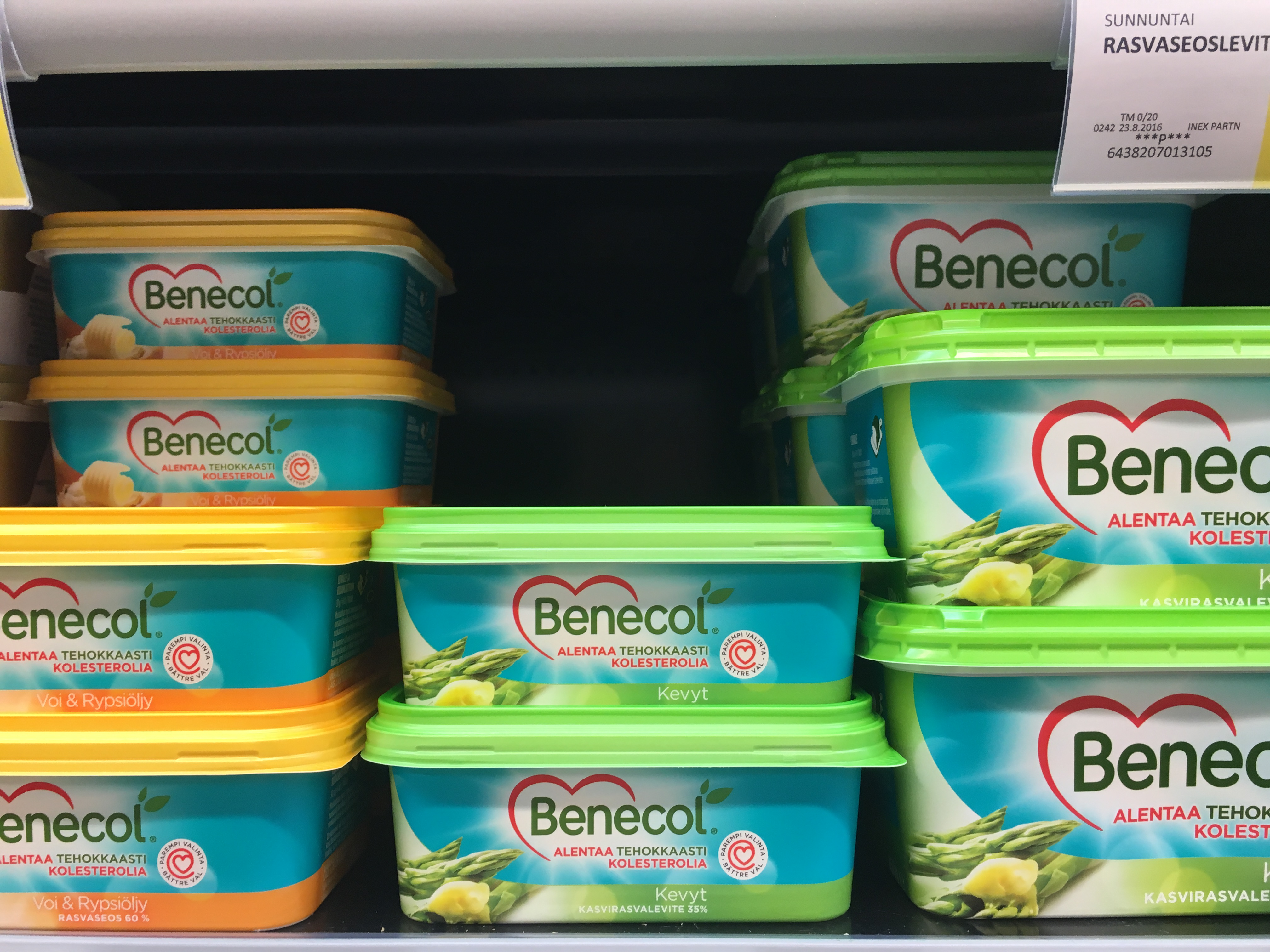
Envases de Benecol.

Benecol es un suplemento dietético creado por la empresa de alimentación McNeil Nutritionals (una división de Johnson & Johnson) como un intento de diseñar un alimento capaz de reducir el nivel de colesterol en sangre. Se trata de una marca registrada comercializada en forma de lácteo (generalmente yogur) que se distribuye en pequeñas botellas de plástico. Suele contener estanoles de origen vegetal, que inhiben la absorción del colesterol. En Estados Unidos se comercializa en forma de margarina --debido a restricciones legales en este país--. El Benecol se comercializó por primera vez en Finlandia en noviembre del año 1995, por la empresa Raisio Benecol Ltd.

## Características
Los estanoles (ester estanol) procedentes de las plantas poseen un efecto de reducción aproximadamente de un 14 % del colesterol (en especial del LDL-colesterol o colesterol malo) si se ingieren en dosis diarias de 2 gramos, a partir de este descubrimiento Raisio Benecol Ltd patentó su producción e hizo del benecol una marca registrada. La reducción del colesterol se realiza ya que bloquea su absorción en el intestino. El benecol es un esterol hidrogenado procedente de los aceites vegetales que se puede encontrar fácilmente en la naturaleza, el benecol puede encontrarse en cereales y la ingesta de los mismos llega a dosis diarias de 150~300 mg de estanol por día, cantidad que no afecta a la reducción de colesterol. Su aplicación como aditivo funcional en algunos alimentos hace que se reduzca el empleo de ácidos grasos (este efecto le convierte en un ingrediente muy adecuado para los productos bajos en grasas). La popularidad de su uso en los productos lácteos hizo que se comercializara como yogur bebido en una dosis simple en el Reino Unido en 1999 por primera vez, su uso en lácteos se realiza fácilmente por ser éstos técnicamente una emulsión de aceite-agua en la que se disuelve perfectamente los estanoles. Otra forma de administrar el benecol es en forma de pasta, se aplicó igualmente por primera vez en Finlandia en el 2003, A veces aparece comercializado como barras de postre.

## Consejos
El benecol debe ingerirse durante la ingesta de las comidas, no entre ellas y mucho menos en ayunas. Esto debe hacerse así debido a la propiedad de los estanoles de bloquear la absorción del colesterol en el estómago durante la digestión. Se aconseja  que se tome como postre, ya que maximiza sus efectos. La dosis afecta a las propiedades de absorción del colesterol, se aconseja no sobrepasar la ingesta de 3 gramos por día.